# Georg Stähelin
Georg Stähelin (* 14. April 1872 in Singapur; † 1941 oder 1950) war ein deutscher Architekt. Als Schüler von Skjøld Neckelmann studierte er an der Technischen Hochschule Stuttgart. Er war später selbständig tätig.

## Wirken
Im Jahr 1895 gründete Stähelin gemeinsam mit seinem Studienfreund Paul Schmohl die soziätätische Architektengemeinschaft „Schmohl & Stähelin“ in Stuttgart. In dieser Gemeinschaft entstand die in historistischem Stil gehaltene „Bürgerhalle“. Zudem waren sie an der Erschließung des oberen Herdwegs im Stuttgarter Norden beteiligt, an der sie zwischen 1900 und 1907 eine Reihe von Einfamilienhäusern errichten ließen. Sie erbauten einige Villen in der Hauptmannsreute und der Feuerbacher Heide. Sie gewannen bei einem Architektenwettbewerb zum Wiederaufbau der 1904 bei einem Großbrand weitgehend zerstörten Ortschaft Ilsfeld bei Heilbronn Preise für ihre Entwürfe und errichteten dort 1905 bis 1906 die evangelische Pfarrkirche St. Bartholomäus. Auch beim Architektenwettbewerb zum Neubau des Stuttgarter Opernhauses wurden sie für ihren Entwurf mit einem dritten Preis bedacht. Gemeinsam gaben sie 1909/1910 Das Deutsche Haus und 1913 Die architektonische Auslese in jeweils zwei Bänden heraus. Das Deutsche Haus hatte Villen und Landhäuser, Ein- und Zweifamilienhäuser und im zweiten Teil Wohn- und Geschäftshäuser zum Thema, Die architektonische Auslese befasste sich mit den Württembergischen Fürstensitze der Barockzeit und des klassizismus sowie mit dem Wiener Barock.
Im Wettbewerb für den Bau der Königlichen Württembergischen Hoftheater, heute Württembergische Staatstheater, in Stuttgart gewann die Partnerschaft Schmohl & Stähelin 1908 den dritten, der in München ansässige Max Littmann den ersten Preis. Die Ausführung wurde 1909 der zweckgebundenen Generalunternehmung, gebildet aus der Firma Heilmann & Littmann, München, und der Architektengemeinschaft Schmohl & Stähelin, Stuttgart, zum Festpreis und Fertigstellungstermin 1912, der eingehalten wurde, übertragen.

## Veröffentlichungen (Auswahl)
Zu ihren gemeinsamen Schriften gehören weitere architektonische Werke.
- Paul Schmohl, Georg Staehelin: Ausgeführte Bauten. 3 Bände. Wittwer, Stuttgart.
- Paul Schmohl, Georg Staehelin: Barockbauten in Deutschland: vollständig in 5 Lieferungen. Ebner, Stuttgart 1910, OCLC 886577901.
- Paul Schmohl, Georg Staehelin: Neue deutsche Architektur. Wittwer, Stuttgart 1903, OCLC 712555903.